# Airport 80 Concorde
Série
Les Naufragés du 747
(1977)
Pour plus de détails, voir Fiche technique et Distribution.
Airport 80 Concorde (The Concorde... Airport '79) est un film américain réalisé par David Lowell Rich, sorti en 1979.

## Synopsis
Ingénieur talentueux et homme d'affaires avisé, Kevin Harrison est un homme riche, apprécié de la société américaine pour les puissants systèmes d'armes qu'il conçoit à l'intention de l'armée. Mais Kevin Harrison est aussi un homme sans scrupules qui n'hésite pas, pour s'enrichir, à vendre ses armes sophistiquées à des pays peu favorables aux États-Unis.
Des informations compromettantes sur ses agissements parviennent à sa propre maîtresse, une journaliste qui lui échappe en embarquant sur le Concorde nouvellement acquis par la société aérienne d’Eli Sands, et qui effectue une liaison vers Moscou à l'approche des Jeux olympiques d'été de 1980.
Résolu à éliminer ce témoin gênant, Harrison organise une série d'attentats pour détruire en vol le supersonique. Mais il a compté sans le commandant français Paul Metrand et son équipier, qui n'est autre que Joe Patroni. Si les deux pilotes n'ont aucune idée de l'origine des agressions que subit leur appareil, leur adresse et leur sang-froid sauvent plus d'une fois la situation.

## Fiche technique
- Titre : Airport 80 Concorde
- Titre québécois : Aeroport 80 Concorde
- Titre anglais : The Concorde... Airport '79
- Réalisation : David Lowell Rich
- Scénario : Eric Roth, Jennings Lang et Arthur Hailey
- Musique : Lalo Schifrin
- Photographie : Philip H. Lathrop
- Production : Jennings Lang
- Société de production : Universal Pictures
- Pays d'origine :  États-Unis
- Langues originales : anglais, français et espagnol
- Format : couleur (Technicolor) – 35 mm – 1,85:1 – mono (Westrex Recording System)
- Genre : catastrophe, thriller, action
- Durée : 123 minutes
- Dates de sortie : 
  - États-Unis : 3 août 1979 (première à New York), 17 août 1979 (sortie nationale)
  - Royaume-Uni : 19 octobre 1979
  - France : 19 décembre 1979

## Distribution
- Alain Delon (VF : Lui-même) : Com. Paul Metrand
- George Kennedy (VF : André Valmy) : Com. Joseph « Joe » Patroni
- Susan Blakely (VF : Anne Kerylen) : Maggie Whelan
- Robert Wagner (VF : Bernard Woringer) : Dr. Kevin Harrison
- Sylvia Kristel (VF : Elle-même) : Isabelle
- Eddie Albert (VF : Jean Berger) : Eli Sands, le président de FWA
- Bibi Andersson (VF : Michèle Bardollet) : Francine ( la prostituée)
- Charo (VF : Laurence Badie) : Margarita
- John Davidson (VF : Daniel Gall) : Robert Palmer
- Andrea Marcovicci (VF : Christine Delaroche) : Alicia Rogov
- Martha Raye : Loretta
- Cicely Tyson (VF : Émilie Benoît) : Elaine
- Jimmie Walker (VF : Med Hondo) : Boisie Girard, le saxophoniste
- David Warner (VF : Jacques Richard) : Peter O'Neill
- Mercedes McCambridge : Nelli
- Avery Schreiber (VF : Albert Médina) : Fyodor Markov, l'entraîneur
- Sybil Danning : Amy Sande
- Monica Lewis (VF : Annie Balestra) : Gretchen Carter
- Nicolas Coster : Dr. Stone
- Robin Gammell (VF : Claude Joseph) : William Halpern
- Ed Begley Jr : le premier sauveteur
- Jon Cedar (VF : Pierre Trabaud) : Froelich
- Pierre Jalbert : Henri
- Kathleen Maguire : Mary Parker
- Macon McCalman (VF : Jacques Deschamps) : Carl Parker
- Jean-Philippe Ancelle : le premier agent français de la sécurité
- Uta Taeger : le deuxième agent français de la sécurité
- Aharon Ipalé : un journaliste français
- Jessica Walter : Mrs. Patroni

## Lieux de tournage
- États-Unis : Aéroport international de Washington-Dulles
- France : Aéroport de Paris-Le Bourget
- France : Aéroport de Paris-Charles-de-Gaulle

## Autour du film
- Ce film fait partie d'une série de films catastrophes (Airport, Airport'77…)
- L'avion visible dans le film, immatriculé F-BTSC, est celui qui s'est écrasé à Gonesse, à proximité de Paris le 25 juillet 2000[1],[2],[3]. Il avait entretemps transporté le pape Jean-Paul II en 1989[1],[2].